# Лубенська волость
Лубенська волость — адміністративно-територіальна одиниця Лубенського повіту Полтавської губернії з центром у місті Лубни. Утворена на основі 3-х ліквідованих волостей: Вільшанської, Матяшівської і Нижньобулатецької.
Старшинами волості були:
- 1904 року козак Пилип Кіндратович Ленченко[2];
- 1913 року Назар Кирилович Мандрика[3];
- 1915 року Гаврило Кузьміч Якущенко[4].